# Jindřich Maudr
Jindřich Maudr (n. 10 ianuarie 1906, Praga, Austro-Ungaria – d. 1 mai 1990, Praga, Cehoslovacia) a fost un luptător ce a reprezentat Cehoslovacia, medaliat olimpic. A participat la o ediție a Jocurilor Olimpice (1928) în care a câștigat o medalie de argint.

## Participări
Lista de mai jos prezintă principalele competiții la care a participat Jindřich Maudr de-a lungul carierei.
- wrestling at the 1928 Summer Olympics – men's Greco-Roman bantamweight[*]